# Артаксеркс I
Артаксеркс I или Артаксерксо I (староперс. Artaxšacā, перс. ردشیر یکم „Ардашир“, грч. Ἀρταξέρξης) био је персијски цар од 475. п. н. е. до 424. п. н. е. Био је наследник цара Ксеркса I.

## Дворске интриге и убиства
Ксеркс је био убијен 424. п. н. е. након дворских интрига вођених од стране завереника Артабана, Мегабиза и капетана евнуха Аспамитре. Артабан је слагао Артаксерксу да је његов брат Дарије убио оца Ксеркса I. Дарије је стварно мрзео оца због тога што му је наводно завео жену, али није био убица. Заведени Артаксеркс убија брата Дарија. Завереник Артабан у следећем кораку покушава да се реши Артаксеркса, али Мегабиз га издаје и убија. Евнуха муче до смрти, а Хистасп, још један Артаксерксов брат диже побуну у Бактрији, али губи живот.

## Превелики порези и побуне због пореза
Тако је Артаксеркс побио сву браћу па је владао следећих 40 година, узимајући 40.000 талената пореза, од чега пола из Индије. Порези су били тако јаки да су многи позајмљивали новац и за 40% камате да би платили порезе, све док не би потпуно пропали. Било је много побуна због претешког терета пореза.
У Египту 460. п. н. е. избија побуна због пореза. Убијају сатрапа, заузимају Мемфис и траже Атину да им помогне. С друге стране Персија новцем помаже Спарту против Атине код Танагре 457. п. н. е. Персија је помогла Јевреје, што омогућава миран пролаз кроз Јудеју Персијској армији под водством сиријског сатрапа Мегабиза. Мегабиз хвата побуњенике. Следи напад Грка на Кипар, али Персијанци одолевају.

## Мир између Персије и Атине
449. п. н. е. коначно је склопљен мир између Атине и Персије. Персија признаје аутономију грчких градова у Азији, док се Атињани одричу права да ослободе друге, све док се признаје аутономија вазалних грчких градова и док плаћају мале порезе, као пре рата. Проглашава се демилитаризована зона између две империје. Атина пристаје да не помаже устанке у Египту и Либији.

## Кршења мировног споразума
Међутим након 4 године Перикле крши мировни споразум. Након мировног споразума са Атином 445. п. н. е. Перикле прихвата велики поклон у злату од либијских побуњеника и чак почиње скупљати порез на персијској територији. Милет зове Перикла у помоћ јер су поражени од Самоса.

## После
Кад је Артаксеркс умро 424. п. н. е. Ксеркс II постаје краљ, али убијен је месец и по касније. Убија га син Артаксеркса и вавилонске конкубине.